# Tamarix mannifera
Tamarix mannifera (Ehrenb.) Bunge) – gatunek roślin z rodziny tamaryszkowatych (Tamarixaceae). Rośnie na pustyniach półwyspu Synaj, Palestyny, Jordanii i północno-zachodniej Arabii Saudyjskiej.

## Morfologia
Jest to rozgałęziony kolczasty krzew o wysokości do 1 m. Ma lekką koronę o cienkich, przewieszających się gałęziach. Liście drobne, igiełkowate. Zawierają komórki gromadzące sól, dzięki czemu roślina ta rosnąć może na terenach zasolonych. Kwiaty drobne, ale bardzo liczne, zebrane w kłosy. Owocem jest torebka.

## Udział w kulturze
N. H. Moldenke, A. L. Moldenke, botanicy zajmujący się roślinami biblijnymi w 1952 r. opublikowali dzieło „Plants of the Bible”, w którym podają, że ten gatunek tamaryszka był źródłem biblijnej manny. Ich zdaniem manna była  wydzieliną, którą tamaryszek wytwarza w miejscach nakłutych przez pasożytujące na nim owady Coccus manniparus. Wydzielina jest  podobna do miodu, a w zetknięciu z powietrzem szybko twardnieje i opada na ziemię jako białe grudki. Beduini do dzisiaj zbierają ją w celach spożywczych, traktując ją jako przysmak. Autorzy ci wyjaśniają także dlaczego manna znikła, gdy Żydzi przeszli przez Jordan – bo panują tu inne warunki klimatyczne i nie występują owady Coccus manniparus. Inne zdanie mają J. Maillat i S. Maillat, którzy również są botanikami zajmującymi się roślinami biblijnymi. Uważają oni, że biblijną manną mogły być owoce ochradenusa jagodowego (Ochradenus baccata).